# Kanton Obwalden
Koordinaten: 46° 51′ N, 8° 14′ O; CH1903: 660356 / 189066
Obwalden (Kürzel OW, schweizerdeutsch Obwaldä, französisch Obwald, italienisch Obvaldo, rätoromanisch Sursilvaniaⓘ) ist ein deutschsprachiger Kanton in der Zentralschweiz. Der Hauptort ist Sarnen.
Zusammen mit dem Kanton Nidwalden bildet er Unterwalden, einen der drei Urkantone der Schweizerischen Eidgenossenschaft von 1291, woher die ältere Bezeichnung Unterwalden ob dem Wald rührt. Der im Kantonsnamen angesprochene Wald ist der Kernwald nördlich von Kerns.

## Geographie
Obwalden liegt im Sarneraatal und grenzt im Norden an den Vierwaldstättersee. Den südlichen Abschluss bildet der Brünigpass, über den man in das Berner Oberland gelangt. Der Kanton hat neben dem Alpnachersee, der ein Seitenarm des Vierwaldstättersees ist, fünf weitere grössere Seen: Sarnersee, Lungerersee, Melchsee, Tannensee und Wichelsee, und daneben mehrere kleine Seen, siehe Liste der Seen im Kanton Obwalden. Höchste Erhebung des Kantons ist der Titlis mit 3238 m ü. M., der zu den Urner Alpen gehört. Die grössten Teile des Kantons gehören jedoch zu den Unterwaldner Voralpen, einem Teil der Zentralschweizer Voralpen. Der tiefste Punkt liegt mit 434 m ü. M. am Vierwaldstättersee.
Obwalden ist neben Nidwalden der einzige Binnenkanton der Schweiz, der ganz von Binnenkantonen umgeben ist. Die Nachbarkantone von Obwalden sind Bern, Luzern, Nidwalden und Uri. Die Obwaldner Gemeinde Engelberg ist vom Hauptteil des Kantons durch Nidwalden getrennt und ist damit eine Exklave.

### Mittelpunkt der Schweiz
Obwalden liegt im Herzen der Schweiz. Das Bundesamt für Landestopografie (swisstopo) hat den Mittelpunkt der Schweiz bei der Koordinate 660158 / 183640 ermittelt. Dieser Punkt liegt bei der Älggi-Alp, die sich oberhalb des Kleinen Melchtals auf Sachsler Gemeindeboden befindet.

## Bevölkerung
Per 31. Dezember 2023 betrug die Einwohnerzahl des Kantons Obwalden 39'272. Die Bevölkerungsdichte liegt mit 80 Einwohnern pro Quadratkilometer unter dem Schweizer Durchschnitt (217 Einwohner pro Quadratkilometer). Der Ausländeranteil (gemeldete Einwohner ohne Schweizer Bürgerrecht) bezifferte sich am 31. Dezember 2023 auf 16,4 Prozent, während landesweit 27,0 Prozent Ausländer registriert waren. Per 30. Juni 2021 betrug die Arbeitslosenquote 1,0 Prozent gegenüber 2,8 Prozent auf eidgenössischer Ebene.
Bevölkerungsentwicklung von Obwalden seit 1799 Quelle: Volkszählungen (1850–2000 Eidgenössische), Bundesamt für Statistik (seit 2010)

### Sprachen

#### Amtssprache
Obwalden liegt vollumfänglich im deutschsprachigen Landesteil der Schweiz. Amtssprache ist demnach Deutsch. 2013 gaben 92,5 Prozent der Bevölkerung Deutsch als Hauptsprache an. Angaben zu Französisch, Italienisch, Rätoromanisch sowie zu weiteren Sprachen liegen nicht vor.

#### Obwaldnerdeutsch
Die Umgangssprache der Obwaldner ist die Mundart Obwaldnertyytsch (Obwaldnerdeutsch). Sie gehört zur Gruppe der höchstalemannischen Dialekte.

##### Merkmale und Besonderheiten
Typisch für den Obwaldner Dialekt ist die Diphthongierung von mhd. langem û zu ui (mittelhochdeutsch hûs – obw. Huis – nhd. «Haus»; ebenso: Muis – «Maus», Puir – «Bauer»). Daneben werden die Vokale auch entrundet: scheen für «schön», Feen für «Föhn», Fyyr für «Feuer».
Im alten Kantonsteil (das heisst Obwalden ohne Engelberg) unterscheidet man zwei Lautgebiete. Das Obere Sarner Tal mit Lungern, Giswil, dem Schwendi (Sarnen), Sachseln, Wilen und das Untere Sarner Tal mit Sarnen, Alpnach, Kerns. Nachfolgend ein paar Beispiele zur Lautung:
| Hochdeutsch | unteres Sarner Tal | oberes Sarner Tal      |
| ----------- | ------------------ | ---------------------- |
| Auto        | Aito               | Oito                   |
| Baum        | Baim               | Boim                   |
| Du          | Dui                | Dui                    |
| Frau        | Fraiw              | Froiw                  |
| Hemd        | Hämmli             | Hemmli (auch in Kerns) |
| Haus        | Huis               | Huis                   |
| schauen     | luägä              | liogä                  |
| schön       | scheen             | scheen                 |

Neben diesen Merkmalen der Aussprache gibt es verschiedenste Besonderheiten im Obwaldner Wortschatz, wie zum Beispiel Bock für «Kater», chlimsä für «kneifen», Chropfletä für «Mumps», Fazäneetli, Fazäneezli für «Taschentuch», Kalatzä für «Frühstück», Tschidel, Tschidälä für «Schädel» oder Zuckerschtäi für «Bonbon», die jedoch teilweise auch in anderen Innerschweizer Dialekten vorkommen.
Eine Zusammenstellung von Obwaldner Wörtern (inkl. Lungerer und Engelberger Eigenheiten) findet sich im Obwaldner Mundart-Wörterbuch aus dem Jahre 2000, zusammengetragen vom ehemaligen Kernser Pfarrer Karl Imfeld.

##### Wandel seit Mitte des 20. Jahrhunderts
Das fast rundum von Bergen begrenzte Gebiet der Obwaldner Mundart deckt sich mit dem alten Kantonsteil von Obwalden. Bis zum Zweiten Weltkrieg (1939–1945) behielt die Mundart ihre Eigenheiten. Für den Kenner waren damals noch Eigenheiten auszumachen, die den Sprecher sogar einem bestimmten Gemeindegebiet zuordnen liessen. Nach 1950 dehnte sich die Sarner ä- ,ai- und uä-Lautung immer mehr auf die Dörfer der Nachbargebiete aus (äng, Frai, Buäb statt eng, Froi, Biob). Die Bautätigkeit seit den 1960er Jahren vermehrte das Wohnungsangebot, Zuzüge von auswärts nahmen stark zu und halten unvermindert an.
Um die Jahrtausendwende sprach etwa die Hälfte der Einwohner unverkennbar Obwaldner Mundart. Bei einem weiteren Teil ist sie von einem allgemeinen Schweizerdeutsch mehr oder weniger eingefärbt. Etwa ein Drittel der Einwohner dürfte zum Ortsdialekt keine Beziehung mehr haben. Vor allem im unteren Kantonsteil ist der Einfluss des Luzerner Dialekts stark spürbar.

##### Lungerer Mundart
Innerhalb des alten Kantonsteils weist die Lungerer Mundart zwischen Kaiserstuhl und dem Brünigpass Eigenheiten in der Lautung und in der Konjugation der Verben und oft auch Besonderheiten in der Wortbedeutung auf. So ist in der Lungerer Mundart eine eigene Form des Verbs in der ersten Person Plural Präsens anzutreffen (miär häi «wir haben», aber syy häind «sie haben»), wogegen das übrige Sarner Tal den Einheitsplural kennt (miär, iär, syy händ). Ältere Sprecher in Lungern verwenden auch noch eine eigene Form des Perfekts, indem sie dem Partizip die Endung -es anhängen, z. B.miär häi ggässes neben miär häi ggässä. Besonders bei älteren Sprechern ist in Lungern noch eine typische Sprechmelodie zu beobachten.
Typische Lungerer Lautungen: Frouw für «Frau» oder frewwä für «freuen».

##### Engelberger Mundart
Das Hochtal von Engelberg kam erst 1815 zum Kanton Obwalden. Sein Lokaldialekt gehört zu den melodiösesten im Alemannischen. Ältere Engelberger sprechen auffallend langsam und mit einer ausgeprägten Satz- und Wortmelodie. Der Engelberger Dialekt unterscheidet sich in der Lautung stark von demjenigen des Sarner Tales.
Typische Engelberger Lautungen: Döi für «Du» oder Chruiz für «Kreuz».

### Religionen – Konfessionen
Der Kanton Obwalden ist überwiegend katholisch geprägt.
Von den 37'841 Einwohnern im Kanton waren im Jahr 2018 26'944 Einwohner (71,2 %) römisch-katholisch, und 2'937 Einwohner (7,8 %) waren evangelisch-reformiert.
Die katholischen Kirchgemeinden gehören zum Bistum Chur, die reformierten zum Verband der evangelisch-reformierten Kirchgemeinden des Kantons Obwalden.
Von den Mitgliedern der Landeskirchen (römisch-katholische und evangelisch-reformierte Kirche) abgesehen, liegen seit der Volkszählung 2000 keine Zahlen zur Religionszugehörigkeit der Gesamtbevölkerung im Kanton mehr vor. Das Bundesamt für Statistik führt jedoch Erhebungen durch, bei welchen auch andere Religionsgemeinschaften im Kanton Obwalden erfasst werden.
Bei der Stichprobenerhebung von 2017 bekannte sich rund ein Viertel aller befragten Personen ab 15 Jahren im Kanton Obwalden zu keiner Landeskirche; wobei dieser Anteil je nach Staatsangehörigkeit beziehungsweise Herkunft der Befragten stark variiert:
| Religion                        | Total der Befragten | Schweizer Staats- angehörigkeit | Schweizer ohne Migrations- hintergrund | Ausländische Staats- angehörigkeit |
| ------------------------------- | ------------------- | ------------------------------- | -------------------------------------- | ---------------------------------- |
| Christentum                     | 79                  | 84                              | 87                                     | 51                                 |
| – römisch-katholisch            | 69                  | 75                              | 79                                     | 36                                 |
| – evangelisch-reformiert        | 07                  | 07                              | 07                                     | 07                                 |
| – andere christliche Konfession | 03                  | 02                              | 01                                     | 08                                 |
| andere Religionen               | 04                  | 01                              | 0                                      | 12                                 |
| konfessionslos                  | 16                  | 14                              | 12                                     | 28                                 |
| übrige/keine Angabe             | 01                  | 01                              | 01                                     | 09                                 |

## Politik
Im Unterschied zur alten Bundesverfassung, in der Obwalden als Halbkanton aufgezählt war, wird Obwalden in der Bundesverfassung vom 18. April 1999 als selbständiger Kanton (Vollkanton) aufgeführt. Es gilt der Grundsatz der rechtlichen Gleichstellung der Kantone. Allerdings existieren zwei Einschränkungen des Gleichheitsprinzips: Den Kantonen Basel-Stadt, Basel-Landschaft, Appenzell Innerrhoden, Appenzell Ausserrhoden, Obwalden und Nidwalden kommt bei der Vertretung im Ständerat sowie bei der Ermittlung des Ständemehrs beim obligatorischen Referendum lediglich das halbe Gewicht zu.

### Verfassung
Die Verfassung des Kantons Obwalden (bis 2007: Verfassung des Kantons Unterwalden ob dem Wald) wurde 1968 erlassen und seither mehrfach geändert.

### Direktdemokratische Volksrechte
Erlass und Änderung der Verfassung sowie rechtsgültig zustande gekommene Volksbegehren betreffend Gesetzeserlasse und Finanzbeschlüsse des Kantonsrates, sofern der Kantonsrat dem Begehren nicht zustimmt, unterliegen zwingend der Volksabstimmung (obligatorisches Referendum).
Die übrigen Gesetzeserlasse und -änderungen sowie Ausgabenbeschlüsse über einmalige Ausgaben von mehr als 1'000'000 Schweizer Franken bzw. jährlich wiederkehrende Ausgaben von mehr als 200'000 Franken unterliegen der Volksabstimmung, wenn es von 100 Stimmberechtigten oder einem Drittel der Mitglieder des Kantonsrats verlangt wird (fakultatives Referendum).

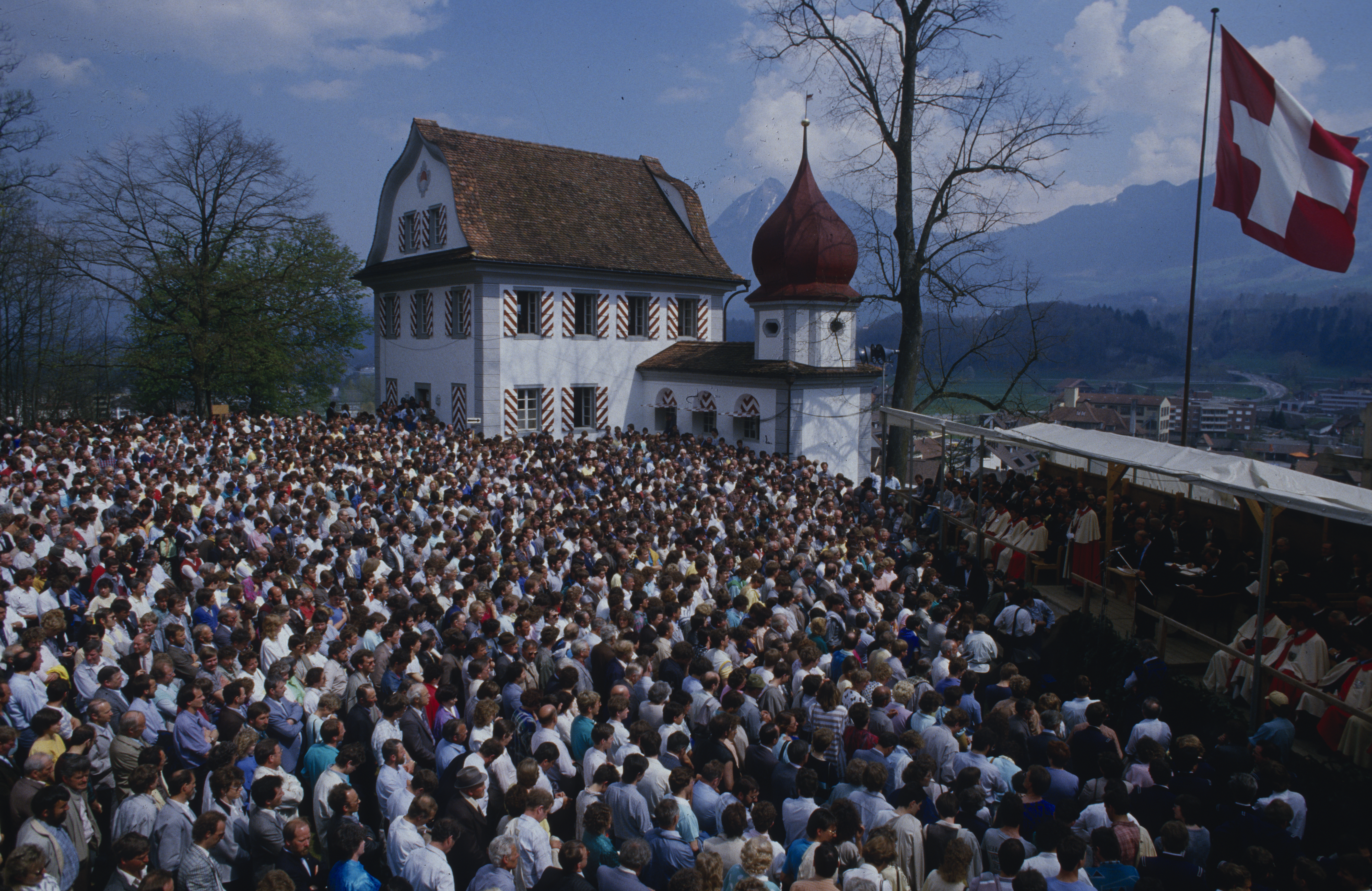
Landsgemeinde 1987

Die Stimmberechtigten können selbst die Gesamt- oder eine Teilrevision der Kantonsverfassung sowie den Erlass, die Änderung oder die Aufhebung eines Gesetzes oder eines Finanzbeschlusses vorschlagen, wenn 500 Stimmberechtigte einen dahingehenden Vorschlag («Volksbegehren») unterstützen (Volksinitiative).
Das Stimmrecht für Frauen wurde in Obwalden am 24. September 1972 eingeführt. Das fakultative Gesetzesreferendum wurde 1998 eingeführt, als die traditionelle Landsgemeinde (jährliche Versammlung der Aktivbürgerschaft und Abstimmung über die Gesetze durch Handerhebung) abgeschafft wurde; bis damals unterstanden alle Gesetze dem obligatorischen Referendum.

### Legislative – Kantonsrat
Gesetzgebendes Organ (Legislative) ist der Obwaldner Kantonsrat. Er umfasst 55 Mitglieder, wobei jede Gemeinde mit mindestens vier Personen vertreten ist. Die Mitglieder des Kantonsrates werden vom Volk gemäss dem Proporzwahlverfahren fest auf vier Jahre gewählt. Nachfolgend die Sitzverteilung von 2014, 2018 und 2022.
|  | Partei                                      | Sitze 2014 | Sitze 2018 | Sitze 2022 | Sitzverteilung 2022                                                             | Stimmenanteil in Prozent |
|  | ------------------------------------------- | ---------- | ---------- | ---------- | ------------------------------------------------------------------------------- | --- |
|  | CVP – Die Mitte (bis 2020 CVP)              | 19         | 16         | 19         | Insgesamt 55 Sitze - SP: 6 - GLP: 2 - CSP OW: 4 - Mitte: 19 - FDP: 11 - SVP: 13 | Wahl zum Kantonsrat vom 13. März 2022Wahlbeteiligung: 44,20 % 3020100 28,125,617,912,59,96,0 MitteSVPFDPSPCSP OWGLPGewinne und Verlusteim Vergleich zu 2018 %p 6 4 2 0 −2 −4−1,7+1,1+0,7−2,6−3,1+6,0MitteSVPFDPSPCSP OWGLP |
|  | Schweizerische Volkspartei (SVP)            | 13         | 15         | 13         | Insgesamt 55 Sitze - SP: 6 - GLP: 2 - CSP OW: 4 - Mitte: 19 - FDP: 11 - SVP: 13 | Wahl zum Kantonsrat vom 13. März 2022Wahlbeteiligung: 44,20 % 3020100 28,125,617,912,59,96,0 MitteSVPFDPSPCSP OWGLPGewinne und Verlusteim Vergleich zu 2018 %p 6 4 2 0 −2 −4−1,7+1,1+0,7−2,6−3,1+6,0MitteSVPFDPSPCSP OWGLP |
|  | FDP.Die Liberalen (FDP)                     | 10         | 08         | 11         | Insgesamt 55 Sitze - SP: 6 - GLP: 2 - CSP OW: 4 - Mitte: 19 - FDP: 11 - SVP: 13 | Wahl zum Kantonsrat vom 13. März 2022Wahlbeteiligung: 44,20 % 3020100 28,125,617,912,59,96,0 MitteSVPFDPSPCSP OWGLPGewinne und Verlusteim Vergleich zu 2018 %p 6 4 2 0 −2 −4−1,7+1,1+0,7−2,6−3,1+6,0MitteSVPFDPSPCSP OWGLP |
|  | Sozialdemokratische Partei der Schweiz (SP) | 06         | 08         | 06         | Insgesamt 55 Sitze - SP: 6 - GLP: 2 - CSP OW: 4 - Mitte: 19 - FDP: 11 - SVP: 13 | Wahl zum Kantonsrat vom 13. März 2022Wahlbeteiligung: 44,20 % 3020100 28,125,617,912,59,96,0 MitteSVPFDPSPCSP OWGLPGewinne und Verlusteim Vergleich zu 2018 %p 6 4 2 0 −2 −4−1,7+1,1+0,7−2,6−3,1+6,0MitteSVPFDPSPCSP OWGLP |
|  | Christlichsoziale Partei Obwalden (CSP OW)  | 07         | 08         | 04         | Insgesamt 55 Sitze - SP: 6 - GLP: 2 - CSP OW: 4 - Mitte: 19 - FDP: 11 - SVP: 13 | Wahl zum Kantonsrat vom 13. März 2022Wahlbeteiligung: 44,20 % 3020100 28,125,617,912,59,96,0 MitteSVPFDPSPCSP OWGLPGewinne und Verlusteim Vergleich zu 2018 %p 6 4 2 0 −2 −4−1,7+1,1+0,7−2,6−3,1+6,0MitteSVPFDPSPCSP OWGLP |
|  | Grünliberale Partei (glp)                   | 0–         | 0–         | 02         | Insgesamt 55 Sitze - SP: 6 - GLP: 2 - CSP OW: 4 - Mitte: 19 - FDP: 11 - SVP: 13 | Wahl zum Kantonsrat vom 13. März 2022Wahlbeteiligung: 44,20 % 3020100 28,125,617,912,59,96,0 MitteSVPFDPSPCSP OWGLPGewinne und Verlusteim Vergleich zu 2018 %p 6 4 2 0 −2 −4−1,7+1,1+0,7−2,6−3,1+6,0MitteSVPFDPSPCSP OWGLP |

### Exekutive – Regierungsrat
Vollziehendes bzw. ausführendes Organ (Exekutive) ist der Regierungsrat des Kantons Obwalden. Dieser umfasst fünf Mitglieder und wird vom Volk auf vier Jahre im Majorzwahlverfahren gewählt. Der Präsident des Regierungsrats wird Landammann, der Vizepräsident Landstatthalter genannt. Diese beiden Ämter werden jährlich vom Kantonsrat neu vergeben.
Die letzte Gesamterneuerungswahl fand am 13. März 2022 statt. Alle fünf bisherigen Räte traten zur Wiederwahl an, daneben kandidierte neu Cornelia Kaufmann-Hurschler (Mitte). Die fünf Räte konnten im 1. Wahlgang bestimmt werden. Vier der bisherigen Räte wurden wiedergewählt: Josef Hess (parteilos) mit 9'220 Stimmen, Christoph Amstad (Mitte) mit 8'982 Stimmen, Christian Schäli (CSP) mit 8'561 Stimmen und Daniel Wyler (SVP) mit 6'285 Stimmen. Mit 7'762 Stimmen wurde Cornelia Kaufmann-Hurschler (Mitte) neu in den Regierungsrat gewählt. Die Amtsdauer ist vom 1. Juli 2022 bis zum 30. Juni 2026.
| Regierungsrat               | Amtsbezeichnung                  | Partei    | Departement                          |
| --------------------------- | -------------------------------- | --------- | ------------------------------------ |
| Daniel Wyler                | Landammann (2025/2026)           | SVP       | Volkswirtschaftsdepartement          |
| Cornelia Kaufmann-Hurschler | Frau Landstatthalter (2025/2026) | Mitte     | Finanzdepartement                    |
| Christian Schäli            | Regierungsrat                    | CSP OW    | Bildungs- und Kulturdepartement      |
| Josef Hess                  | Regierungsrat                    | parteilos | Bau- und Raumentwicklungsdepartement |
| Christoph Amstad            | Regierungsrat                    | Mitte     | Sicherheits- und Sozialdepartement   |

Landschreiberin ist seit 1. Januar 2018 Nicole Frunz Wallimann. Zur Liste der ehemaligen Mitglieder des Regierungsrats siehe die Liste der Regierungsräte des Kantons Obwalden.

### Judikative – Rechtsprechung
In der Rechtsprechung (Judikative) wird die Zivil- und Strafgerichtsbarkeit in erster kantonaler Instanz vom Kantonsgericht, in zweiter kantonaler Instanz vom Obergericht ausgeübt. In den meisten zivilrechtlichen Angelegenheiten geht dem Verfahren vor Gericht ein Schlichtungsversuch vor der kantonalen Schlichtungsbehörde voran.
Die Gerichtsbarkeit bei verwaltungsrechtlichen Streitigkeiten wird durch das Verwaltungsgericht ausgeübt.

### Verwaltungsgliederung
Obwalden umfasst sieben politische Gemeinden.
| Politische Gemeinde | Einwohner |
| ------------------- | --------- |
| Sarnen              | 10'742    |
| Kerns               | 06472     |
| Alpnach             | 06379     |
| Sachseln            | 05294     |
| Engelberg           | 04380     |
| Giswil              | 03944     |
| Lungern             | 02061     |

Der Kanton Obwalden kennt keine Einteilung in Bezirke. Das Bundesamt für Statistik (BFS) führt den gesamten Kanton jedoch als einen Bezirk unter der BFS-Nr.: 0600.

### Vertretung auf nationaler Ebene
Obwalden entsendet einen Vertreter in den Ständerat, siehe Liste der Ständeräte des Kantons Obwalden. Von 1998 bis 2015 war dies Hans Hess (FDP), seit 2015 vertritt Erich Ettlin (CVP) den Kanton. Aufgrund seiner Einwohnerzahl sendet Obwalden auch nur einen Vertreter in den Nationalrat, siehe Liste der Nationalräte des Kantons Obwalden. Von 2011 bis 2019 war dies Karl Vogler (CSP), seit 2019 ist es Monika Rüegger (SVP).

## Wirtschaft
2022 betrug das Bruttoinlandsprodukt (BIP) 2,9 Milliarden Schweizer Franken (Platz 24 unter den 26 Kantonen). Mit einem BIP pro Kopf von 74'902 Franken (2022) belegte der Kanton Platz 18. 2013 wurden 21'530 Beschäftigte im Kanton Obwalden gezählt, wovon 1'780 auf den primären (Urproduktion), 7'196 auf den sekundären (Industrie) und 12'544 auf den tertiären Sektor (Dienstleistung) entfielen. 3'662 Arbeitsstätten wurden 2013 im Kanton gezählt (davon 691 im primären, 558 im sekundären und 2'413 im tertiären Sektor). Die Arbeitslosenquote bezifferte sich per 30. Juni 2021 auf 1,0 Prozent gegenüber 2,8 Prozent auf eidgenössischer Ebene.

### Erster Sektor
Die Landwirtschaft ist von Familienbetrieben geprägt, von denen sich manche auch dem Tourismus geöffnet haben. Eine grosse Tradition haben Fleischproduktion und Käsereien sowie die Holzwirtschaft. Die zentrale Lage ist allerdings nur innerschweizerisch günstig.
Im Jahr 2020 wurde 35,2 Prozent der landwirtschaftlichen Nutzfläche des Kantons durch 188 Betriebe biologisch bewirtschaftet.

### Zweiter Sektor
Zu den grösseren Firmen des Kantons gehören:
- in Sarnen die Sika Sarnafil der Sika AG (Kunststoffdichtungsbahnen), die Leister Technologies AG (Kunststoffschweissgeräte) und die Nahrin AG (Nahrungsmittelspezialitäten und Nahrungsergänzungsmittel)
- in Sachseln die Maxon Motor AG (ehemals Interelectric AG) (Sachseln) mit Kleinst-Elektromotoren, der Müesli-Hersteller Bio-familia AG (gegründet 1954 durch die Familie Hipp) und die Elfo AG (Kunststoffspritzguss und Formenbau)
- in Lungern die Gasser Felstechnik
- in Giswil die Enz Technik AG (Kanaltechnik)
- in Alpnach die Alpnach Schränke AG (Alpnach Norm) und der Steinbruch Guber

### Dritter Sektor
Das Kantonsspital Obwalden in Sarnen mit 440 Mitarbeitern stellt die erweiterte medizinische Grundversorgung von Obwalden sicher. Wichtige regionale Banken sind die Obwaldner Kantonalbank und die Raiffeisenbank Obwalden.
Obwalden ist touristisch gut erschlossen. Neben den Skigebieten Engelberg-Titlis, Melchsee-Frutt, Brunni und Mörlialp sind die Bergbahnen Pilatusbahn und Lungern-Turren-Bahn weitere touristische Ziele. Zur Übernachtung gibt es zahlreiche Hotels, Gästezimmer, Ferienwohnungen und Gruppenunterkünfte sowie drei Campingplätze am Sarnersee und je einen am Alpnachersee und Lungerersee. Es existiert ein breites Freizeitangebot, das neben den Wintersportarten und den typischen Bergsportarten auch Gleitschirmfliegen, Canyoning und verschiedene Wassersportarten umfasst.

### Steuerpolitik
2005 hatten 86 Prozent der Abstimmenden in Obwalden eine Änderung des Steuergesetzes angenommen, der zufolge Einkommen über 300'000 Franken und Vermögen über fünf Millionen Franken einer degressiven Besteuerung unterliegen sollten, um ergiebige Steuerzahler anzuziehen. Dies sorgte schweizweit für heftige Diskussionen um Steuerwettbewerb und Steuergerechtigkeit. 2007 erklärte das Bundesgericht die degressiven Steuertarife für verfassungswidrig, da sie dem Grundsatz der Besteuerung nach wirtschaftlicher Leistungsfähigkeit widersprächen. Der Kantonsrat führte daraufhin 2008 eine «Flat Rate Tax» ein, die in der Volksabstimmung am 16. Dezember 2007 mit einer Zustimmung von 91 Prozent angenommen wurde. 2017 wurde die Erbschaftssteuer abgeschafft.

### Öffentlicher Verkehr

Busnetz im Kanton Obwalden

Der Kanton Obwalden ist neben der Brünigbahn und der Luzern-Stans-Engelberg-Bahn auch mit 12 Postautolinien erschlossen. In Engelberg wird der öffentliche Verkehr im Sommer mit einer Buslinie und im Winter mit 6 Buslinien der Engelberger Autobetriebe AG übernommen. Dazu kommt eine Reihe von Bergbahnen und touristischen Angeboten.

## Bildungswesen
Die Schulpflicht in Obwalden beträgt zehn Jahre und beginnt mit dem Eintritt in das obligatorische Kindergartenjahr im Alter von rund sechs Jahren. Die anschliessende Primarschule dauert in der Regel sechs Jahre (erste bis sechste Klasse). Danach erfolgt der Übertritt in die drei Jahre dauernde Oberstufe (Sekundarstufe I), die in Obwalden je nach Gemeinde als integrative Orientierungsschule (IOS) oder als kooperative Orientierungsschule (KOS) geführt wird, oder in das Gymnasium. Die Kantonsschule Obwalden ist ein Langzeitgymnasium, der Eintritt erfolgt gewöhnlich nach der sechsten Klasse der Primarschule, die Schulzeit beträgt sechs Jahre. Zusätzlich ist ein Eintritt in die dritte Klasse möglich, was einem Kurzzeitgymnasium entspricht. Die Ausbildung endet mit der Matura. In Engelberg bietet die Stiftsschule Engelberg ein Lang- und ein Kurzzeitgymnasium an, das mit einer zweisprachigen Maturität Deutsch/Englisch abgeschlossen wird.
Das Berufs- und Weiterbildungszentrum BWZ Obwalden bietet Brückenkurse, berufliche Grundbildung, Berufsmaturitätsschule und Weiterbildungen an. Daneben existieren mehrere Privatschulen und spezielle Schulen, wie beispielsweise die Sportmittelschule Engelberg, die Höhere Fachschule Medizintechnik in Sarnen und die Pflegeschule ZIGG (Zentralschweizer Interessengemeinschaft Gesundheitsberufe) in Alpnach. Die Stiftung Rütimattli betreibt in Sachseln und Sarnen Einrichtungen für Kinder, Jugendliche und Erwachsene, die in ihrer Entwicklung beeinträchtigt, geistig, mehrfach oder psychisch behindert sind.
Der Kanton Obwalden verfügt über keine Hochschule, er ist jedoch im Rahmen des Fachhochschul-Konkordats zusammen mit den anderen fünf Zentralschweizer Kantonen an der Hochschule Luzern beteiligt. Diese bietet den Absolventen der Berufsmaturitätsschule verschiedene Studienrichtungen an.
Für die Volksbildung sorgen neben der Kurse des BWZ Obwalden auch Angebote des Freizeitzentrums Obwalden sowie verschiedener Vereine und Verbände wie beispielsweise die IG Alter Obwalden, die Pro Senectute Obwalden, mehrere örtliche Familientreffs, der Landfrauenverband Obwalden und mehrere Weiterbildungshäuser. Weiterhin steht in jeder Gemeinde eine Gemeindebibliothek beziehungsweise im Hauptort Sarnen die Kantonsbibliothek Obwalden zur Verfügung.

## Geschichte

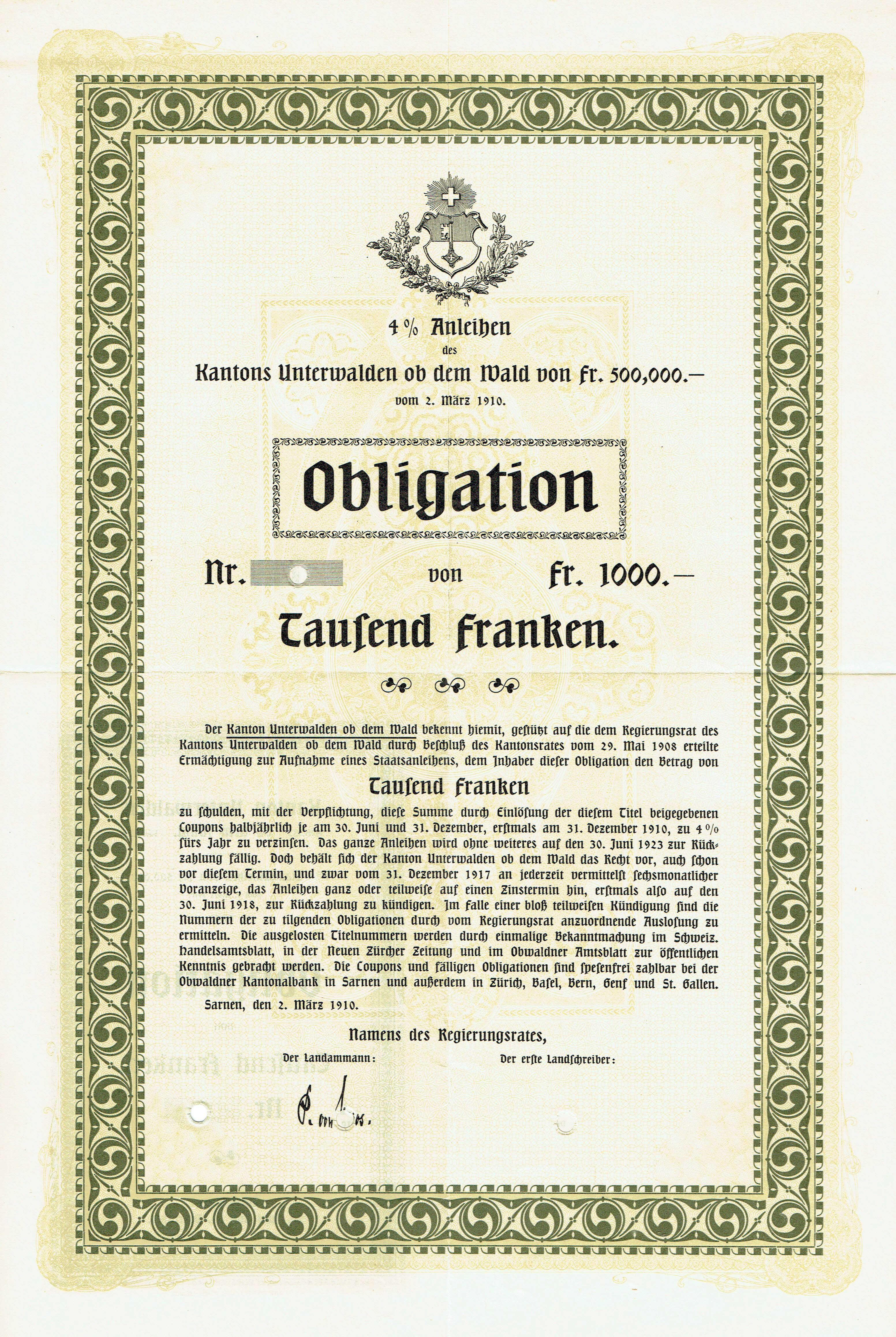
Anleihe über 1000 Franken des Kantons Unterwalden ob dem Wald vom 2. März 1910

Obwalden war bis zur Ankunft der Alemannen um das Jahr 700 von Kelten und Römern besiedelt. Vom Landfriedensbündnis 1291 bis etwa 1330 regelte es wichtige Angelegenheiten zusammen mit Nidwalden auf gemeinsamen Landsgemeinden, war aber politisch eigenständig. Im 14. Jahrhundert begründete Obwalden eine eigene Landesherrschaft. Um diese Macht darzustellen, wurde 1418 in Sarnen ein erstes Rathaus gebaut. Auf der Suche nach Absatzmärkten für Vieh und Käse beteiligte Obwalden sich 1403 an der «ennetbirgischen Politik» Uris und half bei der Eroberung der Leventina mit. Hundert Jahre später wurde der Solddienst für fremde Kriegsherren wirtschaftlich bedeutend. Die wohlhabenden ehemaligen Söldner bestimmten als Inhaber der höheren Ämter für Jahrhunderte die Landespolitik.
Zusammen mit dem Kanton Nidwalden bildet Obwalden den Urkanton Unterwalden. Unterwalden gehörte zusammen mit Schwyz und Uri zu den drei Waldstätten, auch Urkantone genannt. Diese gingen untereinander Bündnisse ein, die ab dem Ende des 13. Jahrhunderts auch in Bundesbriefen besiegelt wurden, deren Abschriften im Weissen Buch von Sarnen zu finden sind.
Mit den Franzosenkriegen und der Helvetik (1798–1803) verlor Obwalden zwar vorübergehend seine Eigenständigkeit, die Bevölkerung erlangte aber erstmals politische Grundrechte. 1815 schlossen sich das Kloster und die Talgemeinde Engelberg Obwalden an und bilden seither eine zwischen den Kantonen Bern, Uri und Nidwalden gelegene Exklave.
In den wirtschaftlich schwierigen Jahren von 1850 bis 1914 wanderten rund 400'000 Schweizerinnen und Schweizer aus. Allein in den 1880er-Jahren wanderten mehr als 1000 Personen aus dem Kanton Obwalden nach Übersee aus, was ungefähr sieben Prozent der Gesamtbevölkerung entsprach. Über 90 Prozent der aus Obwalden stammenden Auswanderer wählten Nordamerika als Auswanderungsziel, vornehmlich den Mittleren Westen und die Pazifikküste. Um die 1920er-Jahre gab es Auswanderungen nach Österreich.

### Historische Verkehrssituation
Die Qualität der Verkehrsverbindungen nach Obwalden war bis Anfang des 19. Jahrhunderts mangelhaft. So war um 1800 die Anreise von Luzern nach Sarnen nur über den See nach Alpnachstad oder zu Fuss von Hergiswil über den Renggpass möglich. Erst 1820 wurde zwischen Alpnach und Sarnen eine Karrenstrasse erbaut. Der Brünigpass wurde erst zwischen 1857 und 1860 vom Saumweg zu einer mit Fuhrwerken befahrbaren Strasse ausgebaut. Zeitgleich wurde auch die Strasse von Hergiswil um den Lopper nach Alpnachstad angelegt. Aber erst 1876 war die Brünigstrasse zwischen Luzern und Brienz wirklich ohne Einschränkungen befahrbar, als zwischen Alpnachstad und Kägiswil die Strasse verlegt und ausgebaut wurde.
Zusammen mit der Einführung einer Kursschiffverbindung zwischen Luzern und Stansstad wurde 1858 ein Pferdepostkurs zwischen Alpnach über Sarnen nach Lungern eingeführt. Am 30. Juni 1861 wurde die Postwagenverbindung über den Brünig nach Brienz verlängert, was einen intensiven Reiseverkehr auslöste. Um diese Zeit begann man in Obwalden den Tourismus zu fördern.
Nach der Konzessionserteilung 1880 für eine Brünigbahn wurde diese 1886 der Bahngesellschaft Jura–Bern–Luzern übertragen, welche sogleich mit dem Bau begann. Nach nicht einmal eineinhalb Jahren konnte am 13. Juni 1888 die Strecke Meiringen–Sarnen eingeweiht werden. Am nächsten Tag wurde auf der Strecke Meiringen–Alpnachstad der fahrplanmässige Verkehr aufgenommen. Im folgenden Jahr war auch der Loppertunnel fertiggestellt und die Strecke konnte von Alpnachstad nach Luzern verlängert werden.
Schon im Mittelalter führte die Sommerroute des Schwabenwegs (als Teil des Jakobswegs) durch Obwalden. Auf dem Weg von dem Kloster Einsiedeln nach Santiago de Compostela ging dieser von Stans her kommend durch Kerns, Sachseln, Giswil, Lungern und weiter über den Brünigpass Richtung Brienz. Mit Ausbildung des Wallfahrtsorts Flüeli-Ranft wurde dieser in den Verlauf des Weges eingebunden.

## Trivia
Der Kanton Obwalden wird in der Zentralschweizer Jugendsprache mitunter auch Upwood genannt. Eine andere scherzhafte Bezeichnung ist Tschifiland, abgeleitet vom älteren Übernamen Tschifeler für Obwaldner. Tschifeler tragen die Tschifere, einen geflochtenen Rückentragkorb. Im «Postheiri», einem von 1845 bis 1875 erschienenen Satireblatt, wurden die Obwaldner Suprasilviden genannt; Subsilvanien war – in Anlehnung an Transsilvanien – der humoristische Name für Unterwalden.
Das Lied Oh mis liebs Obwaldnerländli (deutsch Oh mein liebes Obwaldnerländchen) von Rosalie Küchler-Ming wird als inoffizielle Kantonshymne bezeichnet.